# Rathaus Demmin
Das Rathaus der alten pommerschen Hansestadt Demmin in Mecklenburg-Vorpommern wurde Ende des 18. Jahrhunderts errichtet und danach mehrfach umgebaut. Nach dessen Zerstörung am Ende des Zweiten Weltkriegs wurde das Gebäude am Demminer Marktplatz zwischen 1997 und 1998 weitgehend originalgetreu wiederaufgebaut.

## Chronik

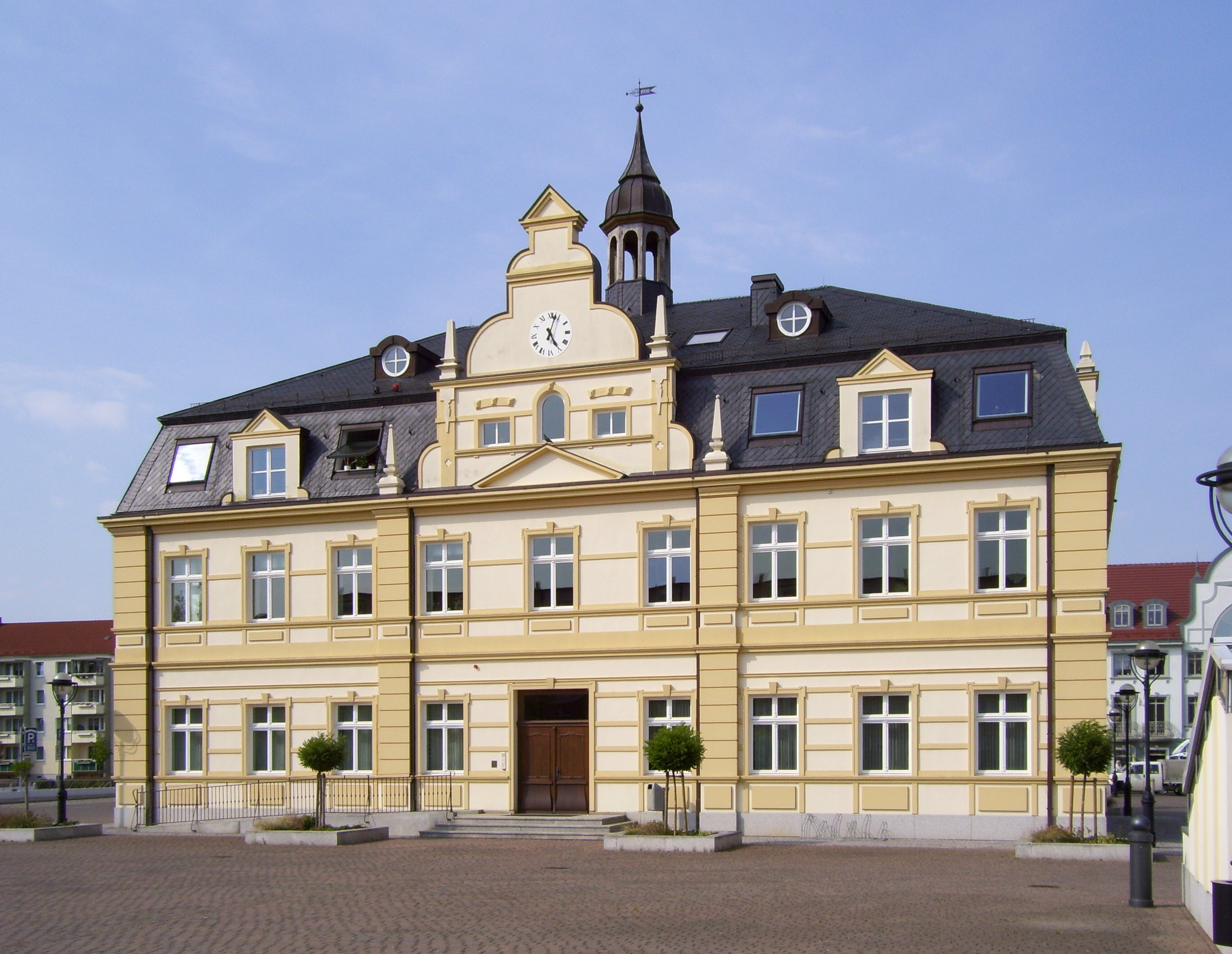
Demminer Rathaus (Neubau 1997/98)

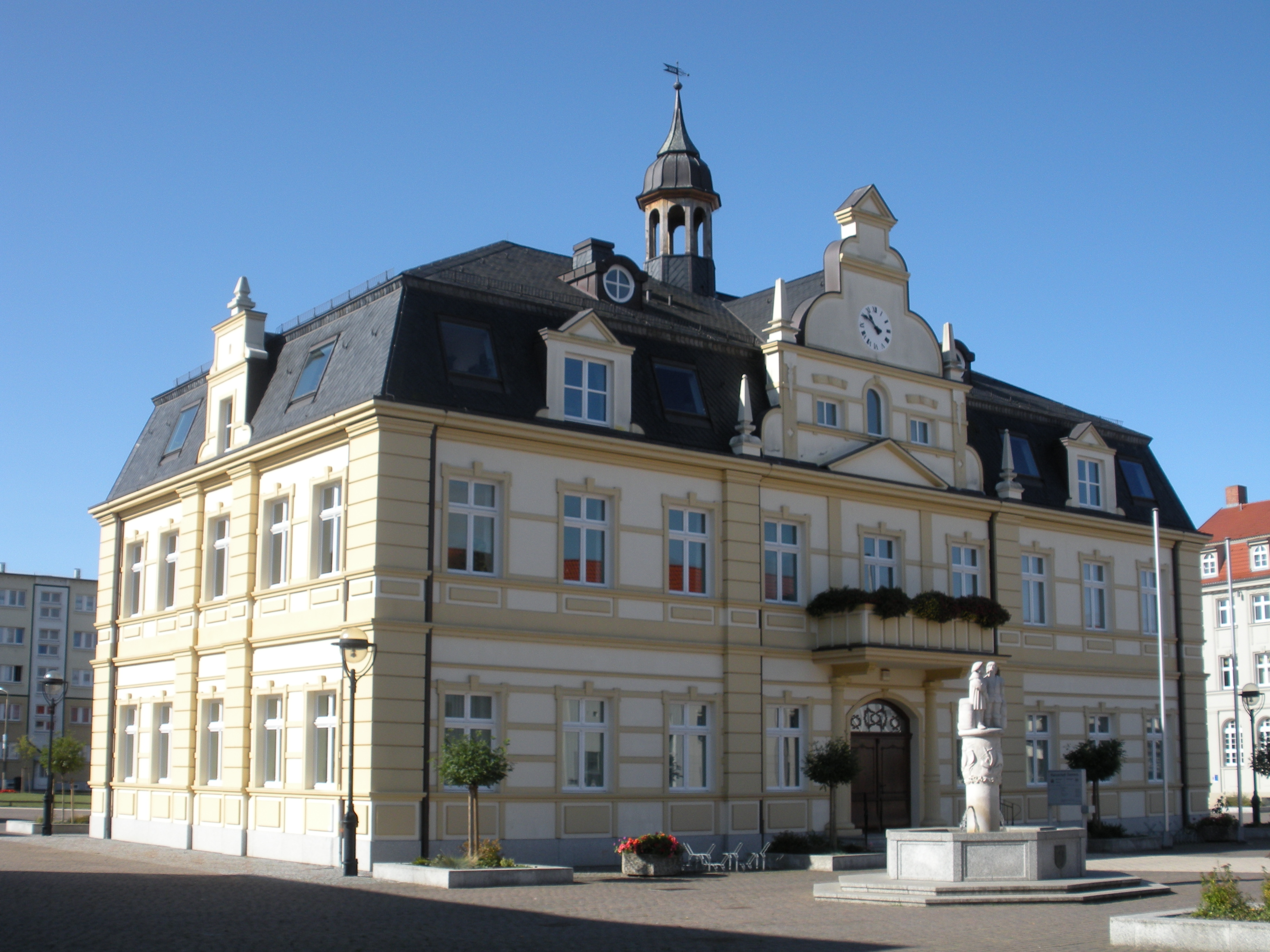
Nordseite

Um 1236 wurde Demmin planmäßig mit einem gitterförmigen Straßennetz angelegt, die zudem mit einem Mauerring und fünf Toren umgeben wurde. Nur wenig später, zwischen 1236 und 1249, erhielt Demmin das Lübische Stadtrecht. Der von den Bürgern gewählte Magistrat beauftragte zu dieser Zeit den Bau eines Rathauses an dieser Stelle im zeitgemäßen Stil der Gotik und zwar – wie es in einer Chronik lautet: „Es lieget das Selbe mitten auf dem Hauptmarkt, doch etwas mehr nach Süden und Osten … und auch dadurch mitten in der Stadt.“ Das gotische Rathaus soll mit Anbauten (Hauptwache, Ostflügel) 107 Fuß lang und 65 Fuß breit gewesen sein (Ein Rheinländischer Fuß hatte 0,3138 m Länge). Bis 1596 wurde an das alte Rathaus ein weiterer Anbau – die Schottkammer (Schatzkammer) – hinzugefügt.
Das spätbarocke Rathaus war Nachfolger des inzwischen baufälligen gotischen Gebäudes, das um 1769 abgerissen wurde. Es wurde in der Folge mehrfach um- und angebaut, zuletzt 1886, im Sinne des Historismus nach Plänen der Regierungsbaumeister Havestadt und Contag aus Berlin. Dabei wurde das Rathaus von seinen Nebengebäuden befreit.
Nach der Einnahme der Stadt durch die Rote Armee am 30. April 1945 wurde das historische Stadtzentrum Demmins im Wesentlichen zerstört, auch das Rathaus brannte ab (Foto in Dokumentation in der St.-Bartholomaei-Kirche).
Zu Zeiten der DDR wurden im historischen Zentrum Demmins Plattenbauten errichtet. Im Jahr 1990, nach der Wende brachten die Stadtverwaltung und der Bürgermeister den Wiederaufbau des historischen Rathauses ins Gespräch. 1997 wurde mit dem Bau begonnen und nach einjähriger Bauzeit abgeschlossen. Unter dem Rathaus und dem Markt befindet sich seither eine kostenpflichtige Tiefgarage.